# グル・アルジュン
グル・アルジュン（Arjun）はシク教第５代グル（在位1581-1606)。
パンジャーブ地方のムガル王朝の総督に幽閉され、1606年拷問死を遂げる。